# Look Mama
«Look Mama» es una canción interpretada por Howard Jones que fue lanzado en 1985 como el segundo sencillo de su álbum de estudio Dream into Action.
Alcanzó el puesto número 10 en la lista UK Singles Chart de Reino Unido. No fue lanzado como sencillo en los Estados Unidos, pero una mezcla diferente a las editadas en el Reino Unido se incluyó en el álbum de remezclas Action Replay.
La introducción de la canción presenta algunos diálogos hablados de la película de 1974 Alice Doesn't Live Here Anymore.
"Look Mama" está escrito desde el punto de vista de un niño que le ruega a su madre sobreprotectora que le permita una mayor independencia y espacio para desarrollar su propia personalidad.
El video musical comienza con un grupo de adolescentes que se cuelan en un parque de diversiones después de cerrar. Howard Jones canta y toca el sintetizador mientras mira a la cámara.

## Lista de canciones
sencillo de 7"
1. "Look Mama" – 4:03
2. "Learning How to Love" – 5:20

maxi de 12"
1. "Look Mama" (extended mix) – 9:05
2. "Learning How to Love" – 5:20
3. "Dream into Action" (en vivo en el Manchester Apollo)

## Posicionamiento en listas
| Lista (1985)                          | Máxima posición |
| ------------------------------------- | --------------- |
| Alemania (Offizielle Deutsche Charts) | 24              |
| Bélgica (Flandes) (Ultratop 50)       | 30              |
| Irlanda (IRMA)                        | 3               |
| Reino Unido (UK Singles Chart)        | 10              |
| Suecia (Sverigetopplistan)            | 17              |